# Thorvald Ellegaard
Thorvald Kristian Ellegaard (ur. 7 marca 1877 w Fangel jako Thorvald Kristian Kristensen, zm. 27 kwietnia 1954 w Charlottenlund) – duński kolarz torowy, wielokrotny medalista mistrzostw świata.

## Kariera
Pierwszy sukces w karierze Thorvald Ellegaard osiągnął w 1898 roku, kiedy zdobył srebrne medale w sprincie indywidualnym i wyścigu na 10 km podczas mistrzostw Europy. W tym samym roku zdobył trzy tytuły mistrza kraju: w sprincie, wyścigu na 1 milę oraz wyścigu na 1 milę duńską. W 1901 roku wystartował na mistrzostwach świata w Berlinie, gdzie zwyciężył w sprincie zawodowców, wyprzedzając Francuza Edmonda Jacquelina oraz Holendra Guusa Schillinga. Ellegaard zdominował rywalizację w tej konkurencji na początku XX wieku, wygrywając ten tytuł jeszcze pięciokrotnie, na: MŚ w Rzymie (1902), MŚ w Kopenhadze (1903), MŚ w Genewie (1906), MŚ w Berlinie (1908) oraz MŚ w Rzymie (1911). Ponadto Duńczyk wywalczył także cztery srebrne medale podczas: MŚ w Londynie (1904), MŚ w Antwerpii (1905), MŚ w Brukseli (1910) oraz MŚ w Lipsku (1913). Wyniki te czynią z Ellegaarda jednego z najbardziej utytułowanych kolarzy w historii tej dyscypliny. Więcej zwycięstw odnieśli jedynie trzej zawodnicy: Japończyk Kōichi Nakano (10), Belg Jef Scherens i Włoch Antonio Maspes (obaj po 7). Nakano i Ellegaard zdobyli także najwięcej medali w tej konkurencji, obaj po 10. Ponadto wielokrotnie zdobywał medale torowych mistrzostw Danii, w tym łącznie pięć złotych. Dziewięć razy zwyciężył w Grand Prix Kopenhagi i dwukrotnie w Grand Prix Paryża. Nigdy nie wystąpił na igrzyskach olimpijskich.
W 1924 roku był uczestnikiem międzynarodowych zawodów w kolarstwie torowym na torze helenowskim w Łodzi, zorganizowanych przez Towarzystwo Sportowe „Union” z Łodzi.